# Championnat de Suisse de football 1918-1919
Navigation
Édition précédente Édition suivante
La 22e édition du championnat de Suisse de football est remportée par  Étoile La Chaux-de-Fonds.
Le Servette FC et le FC Winterthur complètent le podium. 
Le championnat est divisé en trois groupes de huit. Les premiers de chaque groupe sont qualifiés pour la phase finale décidant du champion. Aucun club n'est promu ni relégué à l'issue de ce championnat.

## Les clubs de l'édition 1918-1919
| Club                     | Ville             |
| ------------------------ | ----------------- |
| Blue Stars Zurich        | Zurich            |
| BSC Old Boys             | Bâle              |
| BSC Young Boys           | Berne             |
| Cantonal Neuchâtel       | Neuchâtel         |
| Étoile La Chaux-de-Fonds | La Chaux-de-Fonds |
| FC Aarau                 | Aarau             |
| FC Bâle                  | Bâle              |
| FC Berne                 | Berne             |
| FC Biel-Bienne           | Bienne            |
| FC Brühl Saint-Gall      | Saint-Gall        |
| FC Stella Fribourg       | Fribourg          |
| FC Genève                | Genève            |
| FC La Chaux-de-Fonds     | La Chaux-de-Fonds |
| FC Lucerne               | Lucerne           |
| FC Nordstern Bâle        | Bâle              |
| FC Saint-Gall            | Saint-Gall        |
| FC Winterthur            | Winterthour       |
| FC Zurich                | Zurich            |
| Grasshopper-Club Zurich  | Zurich            |
| Montriond Lausanne       | Lausanne          |
| Montreux-Sports          | Montreux          |
| Neumünster Zurich        | Zurich            |
| Servette FC              | Genève            |
| Young Fellows Zurich     | Zurich            |

## Compétition

### Classements
Le classement est établi sur le barème de points classique (victoire à 2 points, match nul à 1, défaite à 0).

#### Groupe Ouest
| Rang | Équipe             | Pts | J  | G  | N | P | Bp | Bc | Diff |
| ---- | ------------------ | --- | -- | -- | - | - | -- | -- | ---- |
| 1    | Servette FC        | 23  | 14 | 10 | 3 | 1 | 51 | 16 | +35  |
| 2    | BSC Young Boys     | 14  | 10 | 6  | 2 | 2 | 15 | 7  | +8   |
| 3    | FC Genève          | 11  | 12 | 5  | 1 | 6 | 28 | 35 | -7   |
| -    | Montriond Lausanne | 11  | 12 | 4  | 3 | 5 | 19 | 16 | +3   |
| 5    | Cantonal Neuchâtel | 10  | 12 | 4  | 2 | 6 | 22 | 29 | -7   |
| 6    | FC Berne           | 9   | 10 | 3  | 3 | 4 | 13 | 18 | -5   |
| 7    | Stella Fribourg    | 4   | 8  | 2  | 0 | 6 | 17 | 25 | -8   |
| 8    | Montreux-Sports    | 1   | 6  | 1  | 0 | 5 | 6  | 25 | -19  |

|  | Qualification pour la phase finale |

#### Groupe Centre
| Rang | Équipe                   | Pts | J  | G  | N | P  | Bp | Bc | Diff |
| ---- | ------------------------ | --- | -- | -- | - | -- | -- | -- | ---- |
| 1    | Étoile La Chaux-de-Fonds | 24  | 14 | 11 | 2 | 1  | 42 | 9  | +33  |
| 2    | BSC Old Boys             | 19  | 14 | 8  | 3 | 3  | 31 | 18 | +13  |
| -    | FC Nordstern Bâle        | 19  | 14 | 8  | 3 | 3  | 23 | 15 | +8   |
| -    | FC La Chaux-de-Fonds     | 19  | 14 | 8  | 3 | 3  | 32 | 23 | +9   |
| 5    | FC Bâle                  | 13  | 14 | 5  | 3 | 6  | 27 | 26 | +1   |
| 6    | FC Aarau                 | 11  | 14 | 5  | 1 | 8  | 13 | 24 | -11  |
| 7    | FC Lucerne               | 7   | 14 | 2  | 3 | 9  | 18 | 27 | -9   |
| 8    | FC Biel-Bienne           | 0   | 14 | 0  | 0 | 14 | 2  | 46 | -44  |

|  | Qualification pour la phase finale |

#### Groupe Est
| Rang | Équipe                  | Pts | J  | G  | N | P  | Bp | Bc | Diff |
| ---- | ----------------------- | --- | -- | -- | - | -- | -- | -- | ---- |
| 1    | FC Winterthur           | 25  | 14 | 12 | 1 | 1  | 57 | 22 | +35  |
| 2    | FC Zurich               | 19  | 14 | 9  | 1 | 4  | 38 | 23 | +15  |
| -    | Grasshopper-Club Zurich | 19  | 14 | 9  | 1 | 4  | 49 | 32 | +17  |
| 4    | FC Brühl Saint-Gall     | 16  | 14 | 7  | 2 | 5  | 40 | 31 | +9   |
| 5    | Neumünster Zurich       | 15  | 14 | 7  | 1 | 6  | 24 | 30 | -6   |
| 6    | Blue Stars Zurich       | 10  | 14 | 4  | 2 | 8  | 27 | 31 | -4   |
| 7    | FC Saint-Gall           | 5   | 14 | 2  | 1 | 11 | 18 | 47 | -29  |
| 8    | Young Fellows Zurich    | 3   | 14 | 1  | 1 | 12 | 16 | 53 | -37  |

|  | Qualification pour la phase finale |

#### Phase finale
Matchs
| Équipe 1                 | Résultat | Équipe 2                 | Date          | Lieu     |
| ------------------------ | -------- | ------------------------ | ------------- | -------- |
| FC Winterthur            | 0 - 0    | Servette FC              | 1er juin 1919 | Berne    |
| Servette FC              | 2 - 3    | Étoile La Chaux-de-Fonds | 15 juin 1919  | Lausanne |
| Étoile La Chaux-de-Fonds | 2 - 1    | FC Winterthur            | 22 juin 1919  | Bâle     |

Classement
| Rang | Équipe                   | Pts | J | G | N | P | Bp | Bc | Diff |
| ---- | ------------------------ | --- | - | - | - | - | -- | -- | ---- |
| 1    | Étoile La Chaux-de-Fonds | 4   | 2 | 2 | 0 | 0 | 5  | 3  | +2   |
| 2    | Servette FC              | 1   | 2 | 0 | 1 | 1 | 2  | 3  | -1   |
| -    | FC Winterthur            | 1   | 2 | 0 | 1 | 1 | 1  | 2  | -1   |

|  | Champion de Suisse |

## Bilan de la saison
| Tableau d'Honneur                 |                          |
| Compétition                       | Vainqueur                |
| Championnat de Suisse de football | Étoile La Chaux-de-Fonds |

| Promotions et relégations |       |
| Promus                    | Aucun |
| Relégués                  | Aucun |